# Cala de la Palmera
La cala de la Palmera és una de les cales del cap de l'Horta en Alacant (País Valencià), en una zona residencial tranquil·la. Combina roca i arena, i sovint rep visites de bussejadors malgrat la seua extensió reduïda, atés els seus fons rocosos.